# Aldebrando de Fossombrone
Aldebrando o Hildebrando (en latín: Aldebrandus, Aldebrand o Hildebrand; 1119-30 de abril de 1219), fue obispo de Fossombrone, nombrado santo por la iglesia católica.
Es casi seguro que Aldebrando nació en Sorrivoli en la comuna de Roncofreddo, Italia. Fue educado por los canónigos de Santa María de Porto, cerca de Ravena. Después de ser ordenado sacerdote, fue nombrado rector del capítulo de la catedral de Rímini, donde su audaz predicación contra la vida pecaminosa lo puso en desacuerdo con las autoridades. Fue amenazado de muerte y obligado a huir de la zona.
En 1170 fue nombrado obispo de Fossombrone, donde más tarde hizo construir la catedral. Sus reliquias todavía están allí.
Un milagro atribuido a Aldebrando es que cuando era viejo y postrado en cama, sus sirvientes le trajeron una perdiz cocida, pero como era un día de ayuno no la pudo comer, por lo que oró sobre ella, después de lo cual volvió a la vida y se fue volando.
Su fiesta se celebra en Fossombrone el 1 de mayo, pero en Sorrivoli el segundo domingo de mayo.